# タイム100: 今世紀最も重要な人物

『タイム』のロゴ

タイム100: 今世紀最も重要な人物（Time 100: The Most Important People of the Century）は、1999年に『タイム』誌に掲載された、20世紀における最も影響力のある人物100人の一覧である。

## 概要
この一覧を選出するというアイデアは、1998年2月1日にベトナム・ハノイで開催されたシンポジウムでの討論から始まった。パネルの参加者は、元『CBSイブニングニュース』のアンカーマンのダン・ラザー、歴史家のドリス・カーンズ・グッドウィン、元ニューヨーク州知事のマリオ・クオモ、当時スタンフォード大学のプロヴォストだったコンドリーザ・ライス、批評家のアーヴィング・クリストル、『タイム』誌編集長のウォルター・アイザックソンだった。
記事では、「リーダーと革命家」、「科学者と思想家」、「ビルダーと巨人」、「アーティストとエンターテイナー」、「ヒーローとアイコン」の5つのカテゴリのそれぞれで20人が紹介された。
同誌のその年の最終号である12月31日号では、毎年恒例の「パーソン・オブ・ザ・イヤー」が特別版として「パーソン・オブ・ザ・センチュリー」（今世紀の人物）となり、タイム100の中からアルベルト・アインシュタインが選出された。
元々は単発の企画であったが、大きな反響を呼んだため2004年からタイム100として毎年の企画へと発展した。

## 批判
「アーティストとエンターテイナー」の20人にエルヴィス・プレスリーが含まれなかったことは、大きく批判された。このことについて、『タイム』誌の代表であるブルース・ハンディーが最初に次のように擁護した。
ロックに関して最も重要で革新的なことの1つは、表現の即時性という、ソングライターが自分の作品を歌うという概念全体です。ビートルズやボブ・ディラン、ロバート・ジョンソンとは異なり、エルヴィスは自分の作品を書いていなかったので、これが彼にとっての逆風となったかもしれません（中略）ビートルズはさらに限界を押し広げたと思います。エルヴィスの最も独創的な録音は彼の最初のものでした。ビートルズは模倣者としてスタートし、その後、何年にもわたって一緒に成長し続けました。
ハンディはまた、テレビシリーズ『ザ・シンプソンズ』に登場する架空の人物バート・シンプソンを100人の中に含めるという『タイム』の決定を擁護するように求められ、次のように書いた。
今世紀を眺めたときに、漫画を含めないわけにはいきません。それはジャズや映画とともに、我々の大きな貢献の1つです（だってそうでしょう。映画は19世紀の発明でした。しかし、私たち20世紀の人々は本当にそれらをうまく利用しました）。（中略）20世紀の重要な傾向や発展を代表する人々を、私たちもある程度望んでいました。 それはバートとオプラを説明するのに役立ちます。（中略）バート、あるいは実際には『ザ・シンプソンズ』は、それまで実際には行われていなかった方法で、社会風刺と人気のあるアニメーションを合体させました。
「マフィアを近代化し、収益に焦点を当て、スムーズに運営された全国犯罪シンジケートを形成した」という理由でラッキー・ルチアーノが選出されたことについても批判を受けた。ニューヨーク市長のルディ・ジュリアーニは、ギャングを「ロマンチック」なものにしたと『タイム』誌を非難し、「彼がマフィアを文明化したという考えはばかげている。彼は自分の立場を得るために殺害し、その後何百もの殺人を承認した」と述べた。ニューヨーク市立大学クイーンズ校でイタリア系アメリカ人について研究しているフィリップ・カニストラロ教授は、この決定を「暴虐」(outrage)と呼んだ。イタリア系アメリカ人の慈善団体である「フィエリ」のニューヨーク州ヴァイスプレジデントのトーマス・ヴィターレは、「イタリア系アメリカ人についての神話を永続させる」と『タイム』誌を批判した。これに対し、『タイム』誌の編集者のビル・サポリトは、ルチアーノについて「地下経済に深い影響を与えた一種の邪悪な天才」と表現することで、この決定を擁護した。サポリトは 「私たちはこれらの人々（選出された100人）に栄光をもたらすためにここにいるわけではありません。私たちは、これ（100人のリスト）が私たちの生活に影響を与えた人々であると言っています。」と説明した。
「パーソン・オブ・ザ・センチュリー」のオンライン投票では、プロレスラーのリック・フレアーに30万票以上、イエス・キリストに90万票近くが投票されたが、「趣旨に反する」としてランキングから削除された。他にも複数の人物を対象にボットによる大量投票が行われサーバーをダウンさせたとされる。
また、同時に実施された「20世紀のペテン師と詐欺師」のオンライン投票では、文鮮明、ジェシー・ジャクソン、ジミー・スワガートといった宗教関係者に多数の投票が集まったが、苦情が寄せられたためランキングから削除された。しかし、パロディ宗教（冗談宗教）の亜天才教会の創設者とされる架空の人物J.R.“ボブ”ドブスはランキングに残された。

## 一覧
| 名前                                                                    | 名前                                                          | 名前 | 地位・肩書き・主な業績                                                               | 誕生              | 死没             | 国                            |
| ----------------------------------------------------------------------- | ------------------------------------------------------------- | ---- | ------------------------------------------------------------------------------------ | ----------------- | ---------------- | ----------------------------- |
| 指導者と政治家（Leaders and Politicians）                               |                                                               |      |                                                                                      |                   |                  |                               |
| David Ben-Gurion ダヴィド・ベン＝グリオン                               | David Ben-Gurion ダヴィド・ベン＝グリオン                     |      | イスラエル国初代首相                                                                 | 1886              | 1973             | イスラエル                    |
| Winston Churchill ウィンストン・チャーチル                              | Winston Churchill ウィンストン・チャーチル                    |      | 英国第61代首相                                                                       | 1874              | 1965             | イギリス                      |
| Mohandas Gandhi モーハンダース・ガーンディー                            | Mohandas Gandhi モーハンダース・ガーンディー                  |      | インド独立運動・公民権運動の指導者                                                   | 1869              | 1948             | インド                        |
| Mikhail Gorbachev ミハイル・ゴルバチョフ                                | Mikhail Gorbachev ミハイル・ゴルバチョフ                      |      | ソビエト連邦共産党書記長 ソビエト連邦第8代最高指導者                                 | 1931              | 2022             | ソビエト連邦                  |
| Adolf Hitler アドルフ・ヒトラー                                         | Adolf Hitler アドルフ・ヒトラー                               |      | ドイツ国元首（総統） 国民社会主義ドイツ労働者党指導者                                | 1889              | 1945             | ドイツ国                      |
| Ho Chi Minh ホー・チ・ミン                                              | Ho Chi Minh ホー・チ・ミン                                    |      | ベトナム労働党初代中央委員会主席 ベトナム民主共和国初代国家主席 ベトナム革命の指導者 | 1890              | 1969             | ベトナム民主共和国            |
| Pope John Paul II ヨハネ・パウロ2世                                     | Pope John Paul II ヨハネ・パウロ2世                           |      | 第264代ローマ教皇                                                                    | 1920              | 2005             | バチカン                      |
| Ayatullah R. Khomeini アーヤトッラー・R・ホメイニー                     | Ayatullah R. Khomeini アーヤトッラー・R・ホメイニー           |      | イラン・イスラム共和国初代最高指導者 イラン革命の指導者                              | 1902              | 1989             | イラン                        |
| Martin Luther King Jr. マーティン・ルーサー・キング・ジュニア           | Martin Luther King Jr. マーティン・ルーサー・キング・ジュニア |      | アフリカ系アメリカ人公民権運動の指導者                                               | 1929              | 1968             | アメリカ合衆国                |
| Vladimir Ilyich Lenin ウラジーミル・イリイチ・レーニン                  | Vladimir Ilyich Lenin ウラジーミル・イリイチ・レーニン        |      | ソビエト連邦人民委員会議議長（首相） ソビエト連邦初代最高指導者 十月革命の指導者     | 1870              | 1924             | ソビエト連邦                  |
| Nelson Mandela ネルソン・マンデラ                                       | Nelson Mandela ネルソン・マンデラ                             |      | 南アフリカ共和国第8代大統領 アパルトヘイト体制の廃止                                 | 1918              | 2013             | 南アフリカ共和国              |
| Mao Zedong 毛沢東                                                       | Mao Zedong 毛沢東                                             |      | 中国共産党初代中央委員会主席 中華人民共和国初代最高指導者                            | 1893              | 1976             | 中国                          |
| Ronald Reagan ロナルド・レーガン                                        | Ronald Reagan ロナルド・レーガン                              |      | 米国第40代大統領                                                                     | 1911              | 2004             | アメリカ合衆国                |
| Eleanor Roosevelt エレノア・ルーズベルト                                | Eleanor Roosevelt エレノア・ルーズベルト                      |      | フランクリン・ルーズベルトの夫人 アメリカ国連代表・婦人運動家                        | 1884              | 1962             | アメリカ合衆国                |
| Franklin Delano Roosevelt フランクリン・デラノ・ルーズベルト            | Franklin Delano Roosevelt フランクリン・デラノ・ルーズベルト  |      | 米国第32代大統領                                                                     | 1882              | 1945             | アメリカ合衆国                |
| Theodore Roosevelt セオドア・ルーズベルト                               | Theodore Roosevelt セオドア・ルーズベルト                     |      | 米国第26代大統領                                                                     | 1858              | 1919             | アメリカ合衆国                |
| Margaret Sanger マーガレット・サンガー                                  | Margaret Sanger マーガレット・サンガー                        |      | 産児制限活動家                                                                       | 1879              | 1966             | アメリカ合衆国                |
| Margaret Thatcher マーガレット・サッチャー                              | Margaret Thatcher マーガレット・サッチャー                    |      | 英国第71代首相                                                                       | 1925              | 2013             | イギリス                      |
| Unknown Tiananmen Square rebel 無名の反逆者（戦車男）                   | Unknown Tiananmen Square rebel 無名の反逆者（戦車男）         |      | 六四天安門事件の際、迫り来る戦車の前に立ちはだかった男性（氏名不詳）                 | 不詳              | 不詳             | 中国                          |
| Lech Wałęsa レフ・ヴァウェンサ                                          | Lech Wałęsa レフ・ヴァウェンサ                                |      | ポーランド共和国第三共和制初代大統領                                                 | 1943              | -                | ポーランド                    |
| アーティストとエンターテイナー（Artists and Entertainers）              |                                                               |      |                                                                                      |                   |                  |                               |
| Louis Armstrong ルイ・アームストロング                                  | Louis Armstrong ルイ・アームストロング                        |      | ジャズミュージシャン トランペット奏者                                                | 1901              | 1971             | アメリカ合衆国                |
| Lucille Ball ルシル・ボール                                             | Lucille Ball ルシル・ボール                                   |      | 女優 コメディエンヌ                                                                  | 1911              | 1989             | アメリカ合衆国                |
| The Beatles ビートルズ                                                  | The Beatles ビートルズ                                        |      | ロックバンド                                                                         | 1960（活動期間）  | 1970（活動期間） | イギリス                      |
| Marlon Brando マーロン・ブランド                                        | Marlon Brando マーロン・ブランド                              |      | 俳優                                                                                 | 1924              | 2004             | アメリカ合衆国                |
| Coco Chanel ココ・シャネル                                              | Coco Chanel ココ・シャネル                                    |      | ファッションデザイナー                                                               | 1883              | 1971             | フランス                      |
| Charlie Chaplin チャーリー・チャップリン                                | Charlie Chaplin チャーリー・チャップリン                      |      | コメディアン 俳優                                                                    | 1889              | 1977             | イギリス                      |
| Le Corbusier ル・コルビュジエ                                           | Le Corbusier ル・コルビュジエ                                 |      | 建築家                                                                               | 1887              | 1965             | スイス フランス               |
| Bob Dylan ボブ・ディラン                                                | Bob Dylan ボブ・ディラン                                      |      | ミュージシャン                                                                       | 1941              | -                | アメリカ合衆国                |
| T.S. Eliot T・S・エリオット                                             | T.S. Eliot T・S・エリオット                                   |      | 詩人 劇作家 文芸批評家                                                               | 1888              | 1965             | イギリス                      |
| Aretha Franklin アレサ・フランクリン                                    | Aretha Franklin アレサ・フランクリン                          |      | シンガーソングライター ソウル歌手                                                    | 1942              | 2018             | アメリカ合衆国                |
| Martha Graham マーサ・グレアム                                          | Martha Graham マーサ・グレアム                                |      | 舞踏家・振付師                                                                       | 1894              | 1991             | アメリカ合衆国                |
| Jim Henson ジム・ヘンソン                                               | Jim Henson ジム・ヘンソン                                     |      | 操り人形師 TVプロデューサー                                                          | 1936              | 1990             | アメリカ合衆国                |
| James Joyce ジェイムズ・ジョイス                                        | James Joyce ジェイムズ・ジョイス                              |      | 小説家 詩人                                                                          | 1882              | 1941             | アイルランド                  |
| Pablo Picasso パブロ・ピカソ                                            | Pablo Picasso パブロ・ピカソ                                  |      | 画家 美術家                                                                          | 1881              | 1973             | スペイン                      |
| Rodgers & Hammerstein ロジャース&ハマースタイン                         | Richard Rodgers リチャード・ロジャース                        |      | ミュージカル作曲家、作詞家コンビ                                                     | 1902              | 1979             | アメリカ合衆国                |
| Rodgers & Hammerstein ロジャース&ハマースタイン                         | Oscar Hammerstein II オスカー・ハマースタイン2世              | 1895 | ミュージカル作曲家、作詞家コンビ                                                     | 1960              |                  | アメリカ合衆国                |
| Bart Simpson バート・シンプソン                                         | Bart Simpson バート・シンプソン                               |      | テレビアニメ『ザ・シンプソンズ』のメインキャラクター                                 | 1989 （放送期間） | -                | アメリカ合衆国                |
| Frank Sinatra フランク・シナトラ                                        | Frank Sinatra フランク・シナトラ                              |      | 俳優 ミュージシャン                                                                  | 1915              | 1998             | アメリカ合衆国                |
| Steven Spielberg スティーヴン・スピルバーグ                             | Steven Spielberg スティーヴン・スピルバーグ                   |      | 映画監督 映画プロデューサー                                                          | 1946              | -                | アメリカ合衆国                |
| Igor Stravinsky イーゴリ・ストラヴィンスキー                            | Igor Stravinsky イーゴリ・ストラヴィンスキー                  |      | 作曲家 指揮者 ピアニスト                                                             | 1882              | 1971             | ロシア帝国                    |
| Oprah Winfrey オプラ・ウィンフリー                                      | Oprah Winfrey オプラ・ウィンフリー                            |      | テレビ司会者 番組プロデューサー                                                      | 1954              | -                | アメリカ合衆国                |
| 時代の創造者/先駆者と偉大な人物（Builders and Titans）                  |                                                               |      |                                                                                      |                   |                  |                               |
| Stephen Bechtel ステファン・ベクテル                                    | Stephen Bechtel ステファン・ベクテル                          |      | ベクテルの創業者一族 元最高経営責任者                                                | 1900              | 1989             | アメリカ合衆国                |
| Leo Burnett レオ・バーネット                                            | Leo Burnett レオ・バーネット                                  |      | レオ・バーネット・ワールドワイドの創業者                                             | 1891              | 1971             | アメリカ合衆国                |
| Willis Carrier ウィリス・キャリア                                       | Willis Carrier ウィリス・キャリア                             |      | 空気調和設備の発明者                                                                 | 1876              | 1950             | アメリカ合衆国                |
| Walt Disney ウォルト・ディズニー                                        | Walt Disney ウォルト・ディズニー                              |      | アニメーター 映画監督 ウォルト・ディズニー・カンパニーの創業者                       | 1901              | 1966             | アメリカ合衆国                |
| Henry Ford ヘンリー・フォード                                           | Henry Ford ヘンリー・フォード                                 |      | フォード・モーターの創業者                                                           | 1863              | 1947             | アメリカ合衆国                |
| Bill Gates ビル・ゲイツ                                                 | Bill Gates ビル・ゲイツ                                       |      | マイクロソフトの共同創業者・会長 ビル&メリンダ・ゲイツ財団共同会長                   | 1955              | -                | アメリカ合衆国                |
| A.P. Giannini A.P.ジアニーニ                                            | A.P. Giannini A.P.ジアニーニ                                  |      | バンク・オブ・アメリカの創設者                                                       | 1870              | 1949             | アメリカ合衆国                |
| Ray Kroc レイ・クロック                                                 | Ray Kroc レイ・クロック                                       |      | マクドナルドコーポレーションの創業者                                                 | 1902              | 1984             | アメリカ合衆国                |
| Estée Lauder エスティ・ローダー                                         | Estée Lauder エスティ・ローダー                               |      | エスティローダー社の創業者                                                           | 1906              | 2004             | アメリカ合衆国                |
| William Levitt ウィリアム・レヴィット                                   | William Levitt ウィリアム・レヴィット                         |      | 郊外型大規模住宅開発を推進                                                           | 1907              | 1994             | アメリカ合衆国                |
| Lucky Luciano ラッキー・ルチアーノ                                      | Lucky Luciano ラッキー・ルチアーノ                            |      | アメリカのイタリア系マフィア 「コーサ・ノストラ」の最高幹部                          | 1897              | 1962             | イタリア                      |
| Louis B. Mayer ルイス・B・メイヤー                                      | Louis B. Mayer ルイス・B・メイヤー                            |      | 映画プロデューサー メトロ・ゴールドウィン・メイヤーの共同創業者                      | 1884              | 1957             | アメリカ合衆国                |
| Charles Merrill チャールズ・メリル                                      | Charles Merrill チャールズ・メリル                            |      | メリルリンチの創業者                                                                 | 1885              | 1956             | アメリカ合衆国                |
| Akio Morita 盛田昭夫                                                    | Akio Morita 盛田昭夫                                          |      | ソニーの共同創業者                                                                   | 1921              | 1999             | 日本                          |
| Walter Reuther ウォルター・ルーサー                                     | Walter Reuther ウォルター・ルーサー                           |      | 労働運動のリーダー 全米自動車労働組合第4代会長                                       | 1907              | 1970             | アメリカ合衆国                |
| Pete Rozelle ピート・ロゼール                                           | Pete Rozelle ピート・ロゼール                                 |      | ナショナル・フットボール・リーグ第4代コミッショナー                                  | 1926              | 1996             | アメリカ合衆国                |
| David Sarnoff デイヴィッド・サーノフ                                    | David Sarnoff デイヴィッド・サーノフ                          |      | 元NBC会長 テレビ、ラジオ放送事業の先駆者                                             | 1891              | 1971             | アメリカ合衆国                |
| Juan Trippe ファン・トリップ                                            | Juan Trippe ファン・トリップ                                  |      | パンアメリカン航空の創業者                                                           | 1899              | 1981             | アメリカ合衆国                |
| Sam Walton サム・ウォルトン                                             | Sam Walton サム・ウォルトン                                   |      | ウォルマートの創業者                                                                 | 1918              | 1992             | アメリカ合衆国                |
| Thomas Watson Jr. トーマス・ワトソン・ジュニア                          | Thomas Watson Jr. トーマス・ワトソン・ジュニア                |      | IBM2代目社長                                                                         | 1914              | 1993             | アメリカ合衆国                |
| 科学者と思想家（Scientists and Thinkers）                               |                                                               |      |                                                                                      |                   |                  |                               |
| Leo Baekeland レオ・ベークランド                                        | Leo Baekeland レオ・ベークランド                              |      | 化学者 プラスチックを発明                                                            | 1863              | 1944             | アメリカ合衆国                |
| Tim Berners-Lee ティム・バーナーズ＝リー                                | Tim Berners-Lee ティム・バーナーズ＝リー                      |      | 計算機科学者 World Wide Webを発明                                                    | 1955              | -                | イギリス                      |
| Rachel Carson レイチェル・カーソン                                      | Rachel Carson レイチェル・カーソン                            |      | 生物学者 環境保護運動のパイオニア                                                    | 1907              | 1964             | アメリカ合衆国                |
| Albert Einstein アルベルト・アインシュタイン                            | Albert Einstein アルベルト・アインシュタイン                  |      | 理論物理学者 相対性理論の提唱者                                                      | 1879              | 1955             | ドイツ国 アメリカ合衆国       |
| Philo Farnsworth フィロ・ファーンズワース                               | Philo Farnsworth フィロ・ファーンズワース                     |      | 完全電子式テレビを発明                                                               | 1906              | 1971             | アメリカ合衆国                |
| Enrico Fermi エンリコ・フェルミ                                         | Enrico Fermi エンリコ・フェルミ                               |      | 物理学者 放射性元素を発見                                                            | 1901              | 1954             | イタリア王国                  |
| Alexander Fleming アレクサンダー・フレミング                            | Alexander Fleming アレクサンダー・フレミング                  |      | 細菌学者 抗生物質「ペニシリン」を発見                                                | 1881              | 1955             | イギリス                      |
| Sigmund Freud ジークムント・フロイト                                    | Sigmund Freud ジークムント・フロイト                          |      | 精神病理学者 心理学者 精神分析学の創始者                                             | 1856              | 1939             | オーストリア帝国              |
| Robert Goddard ロバート・ゴダード                                       | Robert Goddard ロバート・ゴダード                             |      | ロケットの開発者                                                                     | 1882              | 1945             | アメリカ合衆国                |
| Kurt Gödel クルト・ゲーデル                                             | Kurt Gödel クルト・ゲーデル                                   |      | 数学者 数理論理学者 完全性定理および不完全性定理の提唱者                             | 1906              | 1978             | オーストリア アメリカ合衆国   |
| Edwin Hubble エドウィン・ハッブル                                       | Edwin Hubble エドウィン・ハッブル                             |      | 天文学者 銀河の赤方偏移を発見                                                        | 1889              | 1953             | アメリカ合衆国                |
| John Maynard Keynes ジョン・メイナード・ケインズ                        | John Maynard Keynes ジョン・メイナード・ケインズ              |      | 経済学者 マクロ経済学を確立                                                          | 1883              | 1946             | イギリス                      |
| The Leakey Family リーキー家                                            | The Leakey Family リーキー家                                  |      | 古人類学者 アフリカにおける人類の進化を解明                                          | -                 | -                | ケニア                        |
| Jean Piaget ジャン・ピアジェ                                            | Jean Piaget ジャン・ピアジェ                                  |      | 心理学者 子供の発育と思考メカニズムを解明                                            | 1896              | 1980             | スイス                        |
| Jonas Salk ジョナス・ソーク                                             | Jonas Salk ジョナス・ソーク                                   |      | 医学者 ポリオワクチンを開発                                                          | 1914              | 1995             | アメリカ合衆国                |
| William Shockley ウィリアム・ショックレー                               | William Shockley ウィリアム・ショックレー                     |      | 物理学者 トランジスタを発明                                                          | 1910              | 1989             | アメリカ合衆国                |
| Alan Turing アラン・チューリング                                        | Alan Turing アラン・チューリング                              |      | コンピュータ科学者・数学者 チューリングマシンの提唱者                                | 1912              | 1954             | イギリス                      |
| James Watson & Francis Crick ジェームズ・ワトソン&フランシス・クリック  | James Watson ジェームズ・ワトソン                             |      | 分子生物学者 科学者 DNAの分子構造における共同発見者                                  | 1928              | -                | イギリス                      |
| James Watson & Francis Crick ジェームズ・ワトソン&フランシス・クリック  | Francis Crick フランシス・クリック                            | 1916 | 分子生物学者 科学者 DNAの分子構造における共同発見者                                  | 2004              | アメリカ合衆国   |                               |
| Ludwig Wittgenstein ルートヴィヒ・ウィトゲンシュタイン                  | Ludwig Wittgenstein ルートヴィヒ・ウィトゲンシュタイン        |      | 哲学者 言語哲学および分析哲学を確立                                                  | 1889              | 1951             | オーストリア イギリス         |
| The Wright Brothers ライト兄弟                                          | Wilbur Wright ウィルバー・ライト                              |      | 動力飛行機の発明者                                                                   | 1867              | 1912             | アメリカ合衆国                |
| The Wright Brothers ライト兄弟                                          | Orville Wright オーヴィル・ライト                             | 1871 | 動力飛行機の発明者                                                                   | 1948              |                  | アメリカ合衆国                |
| 人々の記憶に強く残る人物と英雄（Icons and Heroes）                      |                                                               |      |                                                                                      |                   |                  |                               |
| Muhammad Ali モハメド・アリ                                             | Muhammad Ali モハメド・アリ                                   |      | 元プロボクサー                                                                       | 1942              | 2016             | アメリカ合衆国                |
| The American G.I. アメリカの兵士                                        | The American G.I. アメリカの兵士                              |      | 第二次世界大戦中ファシズムを倒し世界の自由のために戦った名も無きアメリカの兵士       | -                 | -                | アメリカ合衆国                |
| Diana, Princess of Wales ウェールズ公妃ダイアナ                         | Diana, Princess of Wales ウェールズ公妃ダイアナ               |      | ウェールズ公チャールズの妃 慈善活動家                                                | 1961              | 1997             | イギリス                      |
| Anne Frank アンネ・フランク                                             | Anne Frank アンネ・フランク                                   |      | ナチスのホロコーストの犠牲者 『アンネの日記』の著者                                  | 1929              | 1945             | ドイツ国                      |
| Billy Graham ビリー・グラハム                                           | Billy Graham ビリー・グラハム                                 |      | キリスト教の福音伝道師 牧師                                                          | 1918              | 2018             | アメリカ合衆国                |
| Che Guevara チェ・ゲバラ                                                | Che Guevara チェ・ゲバラ                                      |      | 革命家（キューバ革命） ゲリラ指導者                                                  | 1928              | 1967             | アルゼンチン · キューバ       |
| Edmund Hillary & Tenzing Norgay エドモンド・ヒラリー&テンジン・ノルゲイ | Edmund Hillary エドモンド・ヒラリー                           |      | 人類史上初めてエベレスト登頂に成功                                                   | 1919              | 2008             | ニュージーランド              |
| Edmund Hillary & Tenzing Norgay エドモンド・ヒラリー&テンジン・ノルゲイ | Tenzing Norgay テンジン・ノルゲイ                             | 1914 | 人類史上初めてエベレスト登頂に成功                                                   | 1986              | ネパール王国     |                               |
| Helen Keller ヘレン・ケラー                                             | Helen Keller ヘレン・ケラー                                   |      | 教育家・社会福祉事業家                                                               | 1880              | 1968             | アメリカ合衆国                |
| The Kennedys ケネディ家                                                 | The Kennedys ケネディ家                                       |      | 政治家・実業家一族                                                                   | -                 | -                | アメリカ合衆国                |
| Bruce Lee ブルース・リー                                                | Bruce Lee ブルース・リー                                      |      | 中国武術家 映画俳優                                                                  | 1940              | 1973             | アメリカ合衆国 イギリス領香港 |
| Charles Lindbergh チャールズ・リンドバーグ                              | Charles Lindbergh チャールズ・リンドバーグ                    |      | 飛行家 初めて大西洋単独無着陸飛行に成功                                              | 1902              | 1974             | アメリカ合衆国                |
| Harvey Milk ハーヴェイ・ミルク                                          | Harvey Milk ハーヴェイ・ミルク                                |      | 政治家 ゲイの権利活動家                                                              | 1930              | 1978             | アメリカ合衆国                |
| Marilyn Monroe マリリン・モンロー                                       | Marilyn Monroe マリリン・モンロー                             |      | 女優                                                                                 | 1926              | 1962             | アメリカ合衆国                |
| Emmeline Pankhurst エメリン・パンクハースト                             | Emmeline Pankhurst エメリン・パンクハースト                   |      | 英の婦人参政権活動家                                                                 | 1858              | 1928             | イギリス                      |
| Rosa Parks ローザ・パークス                                             | Rosa Parks ローザ・パークス                                   |      | 公民権運動活動家 黒人の権利向上に尽力                                                | 1913              | 2005             | アメリカ合衆国                |
| Pelé ペレ                                                               | Pelé ペレ                                                     |      | 元サッカー選手                                                                       | 1940              | 2022             | ブラジル                      |
| Jackie Robinson ジャッキー・ロビンソン                                  | Jackie Robinson ジャッキー・ロビンソン                        |      | 元メジャーリーガー                                                                   | 1919              | 1972             | アメリカ合衆国                |
| Andrei Sakharov アンドレイ・サハロフ                                    | Andrei Sakharov アンドレイ・サハロフ                          |      | 理論物理学者 反体制運動家 人権活動家 ペレストロイカに関与                            | 1921              | 1989             | ソビエト連邦                  |
| Mother Teresa マザー・テレサ                                            | Mother Teresa マザー・テレサ                                  |      | 平和・慈善活動家                                                                     | 1910              | 1997             | インド                        |
| Bill Wilson ビル・ウィルソン                                            | Bill Wilson ビル・ウィルソン                                  |      | アルコホーリクス・アノニマスの共同創設者 アルコール依存症克服のための活動家          | 1895              | 1971             | アメリカ合衆国                |